# Новий Милятин
Нови́й Миля́тин — село в Україні, у Буській міській громаді Золочівського району Львівської області. До 2020 року Новий Милятин разом з селами Ріпнів, Новий Ріпнів та Старий Милятин підпорядковувалися Милятинській сільській раді. Нині ці села належать до Милятинського старостинського округу. Населення становить 590 осіб.

## Географія
Село Новий Милятин розташоване при трасі М06 Чоп — Стрий — Львів — Київ та за 45 км від обласного центру, 40 км від районного центру та 12 км від адміністративного центру міської громади. За 9 км знаходиться найближча залізнична станція Куткір.
На північному заході від Нового Милятина розташовано село Великосілки, на північному сході — село Ріпнів, на сході — село Кізлів, на півдні — село Кудирявці та Лісок, на заході — село Старий Милятин.

## Населення
На 1 січня 1939 року в селі мешкало 430 осіб, з них 10 українців-греко-католиків, 20 українців-римокатоликів, 330 поляків, 70 юдеїв.
За даними всеукраїнського перепису населення 2001 року у селі мешкало 707 осіб.

### Мова
Розподіл населення за рідною мовою за даними перепису 2001 року був наступним:
| українська | 485 | 98,98 |
| російська  | 4   | 0,82  |
| інші       | 1   | 0,2   |

## Історія
Під час археологічних розкопок поблизу села виявлено поховання культури шнурової кераміки. Це свідчить що територія села була заселена ще наприкінці III тисячоліття до н. е.
Перша письмова згадка про Милятин сягає XV століття і припадає на 23 лютого 1431 року. Король Польщі Владислав II Ягайло за багаторічну службу подарував Янові «Ташці» з Конєцполя місто Бощ або Куликів, села Збоїща, Милятин та Межигори і одночасно як заставу за позичених 300 гривень.
1578 року за 2 км від старого населеного пункту виникає нове поселення, якому дали назву Новий Милятин. Король Стефан Баторій надав йому магдебурзьке право та відніс до міського типу.
Після приєднання Галичини до Австро-Угорської імперії в 1772 році Новий Милятин втрачає міські права і перетворюється на звичайне село, яким є і по сьогодні.
1657 року коронне військо завдало збитків власності львівського підкоморія Пйотра Ожґи, зокрема, Нового Милятина.
У 1738 році Тереза Каршніцька, дружина підляського мечника Франциска Галецького, закладає в Новому Милятині 33000 злотих на створення осередку Святого Хреста, монастир отців камальдулів. Обитель існувала за суворим принципом кіновії, згідно з якими їжу, одяг і будь-що інше брати отримували суто від монастиря, натомість віддаючи йому всі плоди своєї праці. Монахи і настоятелі кіновії не могли мати жодних прав особистої власності, не могли передавати майно у спадок чи його дарувати. Однак попри декларації, ченці виявилися не такими вже аскетами, і 1 лютого 1745 року кіновію закрили через недотримання її мешканцями норм чернечого життя.
Однак побожна пані Тереза, попри певне розчарування камальдулами, все ж не полишила думку зробити Новий Милятин значним духовним центром. Після смерті чоловіка, вона вдруге вийшла заміж за львівського каштеляна Єжи Антонія Лончинського і, залучившись його підтримкою, у 1745 році запросила до Нового Милятина кармелітів босих зі Львова, для яких записала 33000 злотих.
Ченці активно взялися за розбудову обителі, доволі швидко збудували при монастирі костел Святого Хреста та Святого Миколая, який мав 3 вівтарі і в якому одночасно могло молитися дві сотні вірних. Принагідно кармеліти звели млин, броварню та заїжджий двір. А справжній розвій духовного життя у Новому Милятині розпочався після появи тут чудотворної ікони Розіп’ятого Ісуса, яку забрали з Нового ставу.

### Австрійська імперія(1772–1867) →Австро-Угорщина(1867–1918)

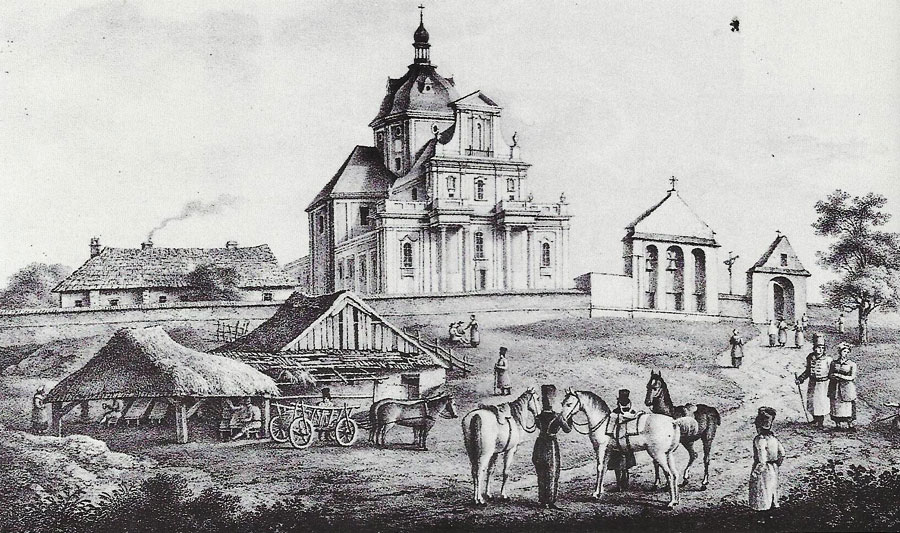
Новий Милятин (літографія П. Піллера, за малюнком художника Антона Ланге, 1840 рік)

Станом на 1884 рік в селі мешкали 434 поляки та 23 українці.

### Польська республіка(1918–1939)
1 серпня 1934 року Новий Милятин став центром ґміни, до якої увійшли Деревляни, Кудирявці, Кізлів, Ліски, Старий Милятин, Новосілки, Ріпнів. Був в складі Кам'янко-Струмилівського повіту Тарнопольського воєводства.

### Німецька окупація(1941–1944)
Під час окупації Третього рейху село було однією з волостей в Кам'янко-Струмилівському повітовому старостві дистрикту Галичини Генерал-губернаторства.

### УРСР(1939–1991)
У 1940—1944 роках село належало до Дідилівського району Львівської області, у 1944—1959 роках було центром Новомилятинського району Львівської області.
Після того як Новий Милятин став районним центром сюди перемістилася районна управа НКВС на чолі з Шаленком (українець), всі інші були росіяни, керівники спецгруп: Журавльов, Пустовалов, Попонін, Булечєв, Кваснін, Другов, Клоков, Наносов, Іванов, Утєнков та інші. Впродовж 15 років Новий Милятин став центром катування людей. Жіночий монастир, магістрат і ряд інших приміщень перетворили в тюрми. Майже щодня з 25-ти сіл району везли убитих і заарештованих. Вбитих виставляли навколо магістрату, заарештованих водили на упізнання. Були випадки, коли в'язнів на допитах вбивали або робили каліками.
Серед засланих в виправно-трудові табори СРСР та розстріляних радянським тоталітарним режимом жителів Нового Милятина були: Вількошинський Анджей (поляк, 1901 р.н.), Єшке Збігнєв (поляк, 1911–26.06.1941), Кльоц Маркус Пінкасович (поляк, 1901–03.06.1941), Могельницький Ян (поляк, 1912 р.н.), Подолюк Дмитро Васильович (1924 р.н.), Прокоп Мечислав (поляк, 1907–26.06.1941).
У другій половині 1960-х років в Новому Милятині мешкало 475 осіб. На території села розташовувалася центральна садиба колгоспу «Вільна Україна», що спеціалізувався на вирощуванні зернових (переважно пшениці), технічних (цукрових буряків) та кормових культур, а також м'ясо-молочне тваринництво.

## Пам'ятки

### Церква Воздвиження Чесного Хреста

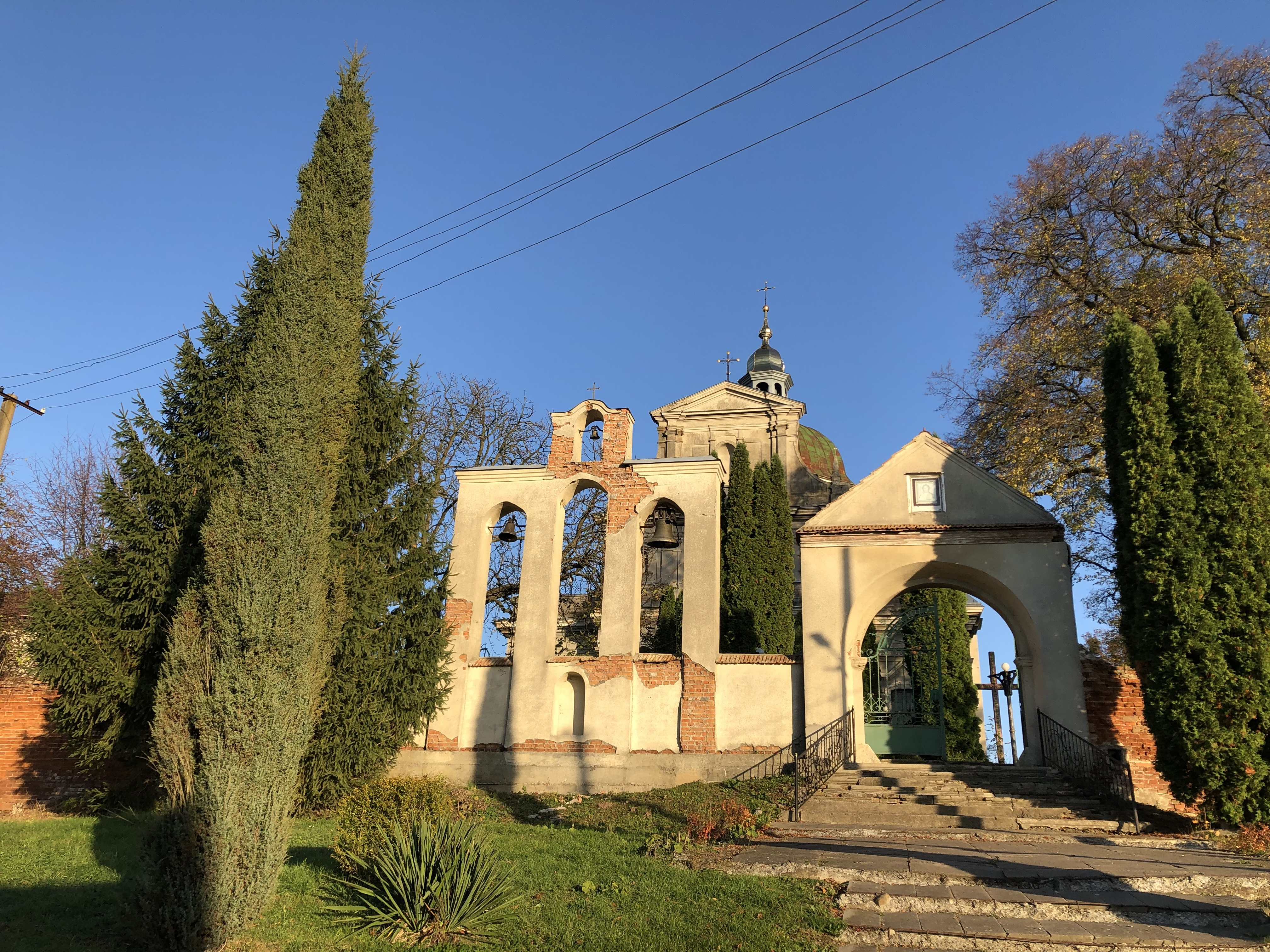
Вид на костел ЧЖХГ ПЦУ (1771–1791) с. Новий Милятин. 2020 р.

Церква Воздвиження Чесного Хреста було зведено протягом 1771–1791 років, автором проєкту був Франциск Кульчицький, а основну фундацію у розмірі 50000 ринських здійснив кривецький староста Францішек Ґлоґовський.
1771 року розпочалося будівництво, яке, втім, пішло не так, як того хотілося. Через певні певні прорахунки в конструкції храму роботи суттєво затягнулися. 1778 року Кульчицький самоусунувся від будівництва, затримавши у себе проєкт фасаду. Йому надіслали листа з вимогою повернути креслення фасаду, після чого 17 серпня 1778 року пріор о. Томаш Лосєвський звернувся до суду Львова з позовом проти Кульчицького. До позову долучили акт огляду костелу новими будівничими — львівським архітектором Петром Міллером, майстром Павлом Шиндровичем, і кількома мулярами.
Чудотворний образ до нового храму Воздвиження Чесного Хреста перенесуть 12 червня 1791 року. Старий костел, який стояв буквально перед новим, розберуть через шість років.
Костел Воздвиження Чесного Хреста збудовано на плані латинського хреста з однопрясловою квадратною апсидою, однопрясловими раменами трансепту, двопрясловою навою з нартексом. По сторонах нави за аркадою розміщено каплиці. У фасадному мурі круглі сходи ведуть на хори. Фасад костелу розчленований по горизонталі карнизами  на три яруси, по вертикалі — пілястрами. Ледь виступаюча середня частина відповідає наві костелу і з обох сторін її нижнього ярусу пари тосканських колон підтримують виступаючу частину антаблементу. Пілястрами декоровано бічні площини, посеред яких у нішах встановлено фігури святих. Верхній ярус завершено фронтоном, а купол увінчано восьмибічним ліхтарем.
Архітектура фасаду поєднала риси бароко з елементами класицизму. Фасад прикрашений декоративним балконом, під яким частково зберігся напис «лат. DE TUIS DONIS…».
Вівтарі святого Миколая і святого Яна Непомуцького 1740–1750 років походять з львівського костелу кармелітів. Автором скульптур головного вівтаря був Томас Гуттер. Також привертають увагу вівтарі Матері Божої Вервечкової, Серця Ісуса з 3-ї чверті XVIII століття, вівтарі святої Родини, святої Трійці, святої Станіслава Костки з 4-ї чверті XVIII століття. У костелі розташований надгробок власниці села Антоніни Раціборської роботи Гартмана Вітвера, того самого, що створив один із символів Львова — скульптури-фонтани на площі Ринок. На жаль, під час кількох реставрацій інтер'єр храму зазнав змін не в кращий бік, зокрема, було забілено більшу частину автентичних розписів.
Милятинський костел також відомий тим, що у ньому є вхід у підземні тунелі, які простягаються до 14 км.
У 1788 році монастир було закрито, а храм передано дієцезійним священникам.
У перших десятиліттях XIX століття тривали обробні роботи, з північною і південною сторін квадратної в плані апсиди зводилися приміщення. 1828 року оновлений костел освятив архиєпископ Анджей Анквич. У 30-ті роки XIX століття проводився ремонт храму, велися роботи по його оздобленню. З 1840 по 1848 рік в костелі правили єзуїти, після чого він знову став парафіяльним. 1867 року купол покрили дахівкою, міддю сигнатурку, а після пошкодження вежі блискавкою у 1894 році, дах покрили бляхою. 
У 1906 році монастирем опікувались отці місіонери, які провели ґрунтовний ремонт храму. 
| Роки | Ім'я                |
| ---- | ------------------- |
| ?    | о. Павло Левицький  |
| ?    | о. Микола Максимець |

У міжвоєнний період Новий Милятин був значним паломницьким центром, проте з встановленням в Галичині радянської влади храм було закрито, а чудотворний образ розіп'ятого Ісуса Христа, після багатьох поневірянь став доступним для вірних лише у 1976 році в Кракові, в костелі Святого Вінцента. Був у костелі і орган, який за радянської влади перевезли до Львова в собор Святого Юра, де зараз він знаходиться.
У 1944 році місіонери виїхали до Польщі, а костел закрили, розмістивши пізніше в ньому книжковий магазин.
У 1990 році храм передали в лоно УАПЦ.
При відновленні 1990–1994 роках значну частину розписів забілили, крім розпису куполу, частково апсиди. Було розібрано бічні вівтарі та встановлено низький іконостас.
Після об'єднавчого собору українських церков 15 грудня 2018 року храм належить Буському деканату Львівської єпархії Православної церкви України.

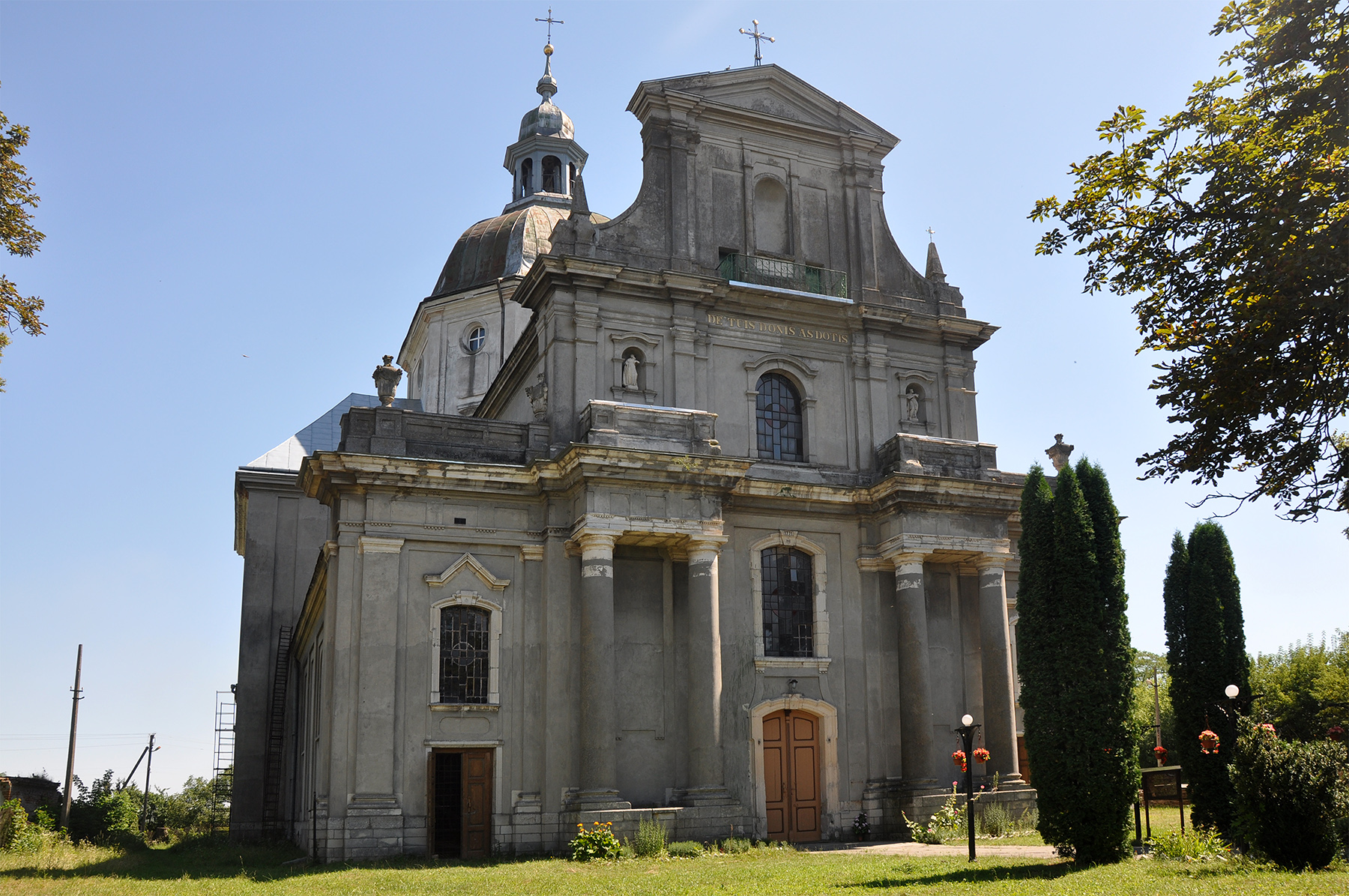
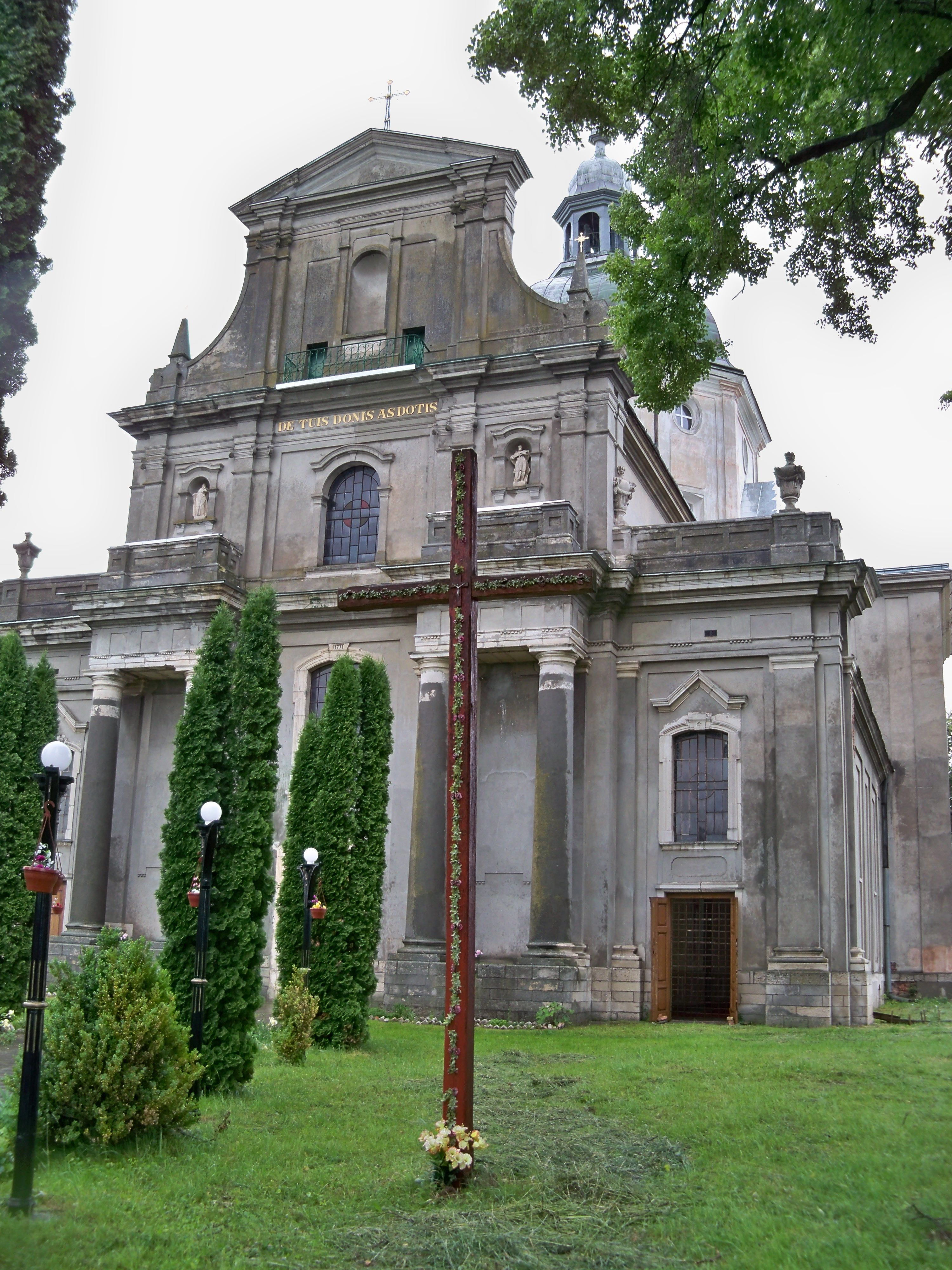
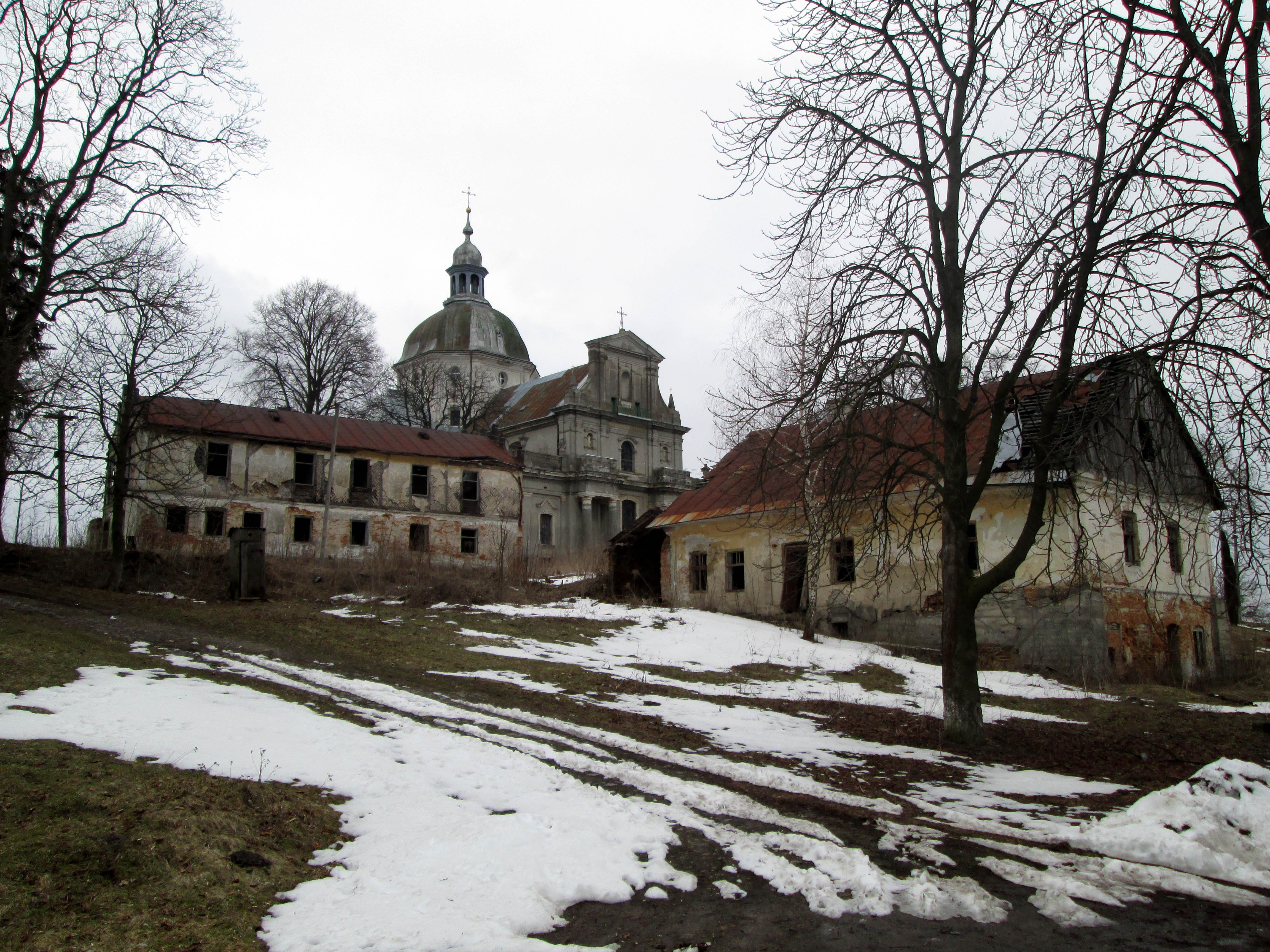
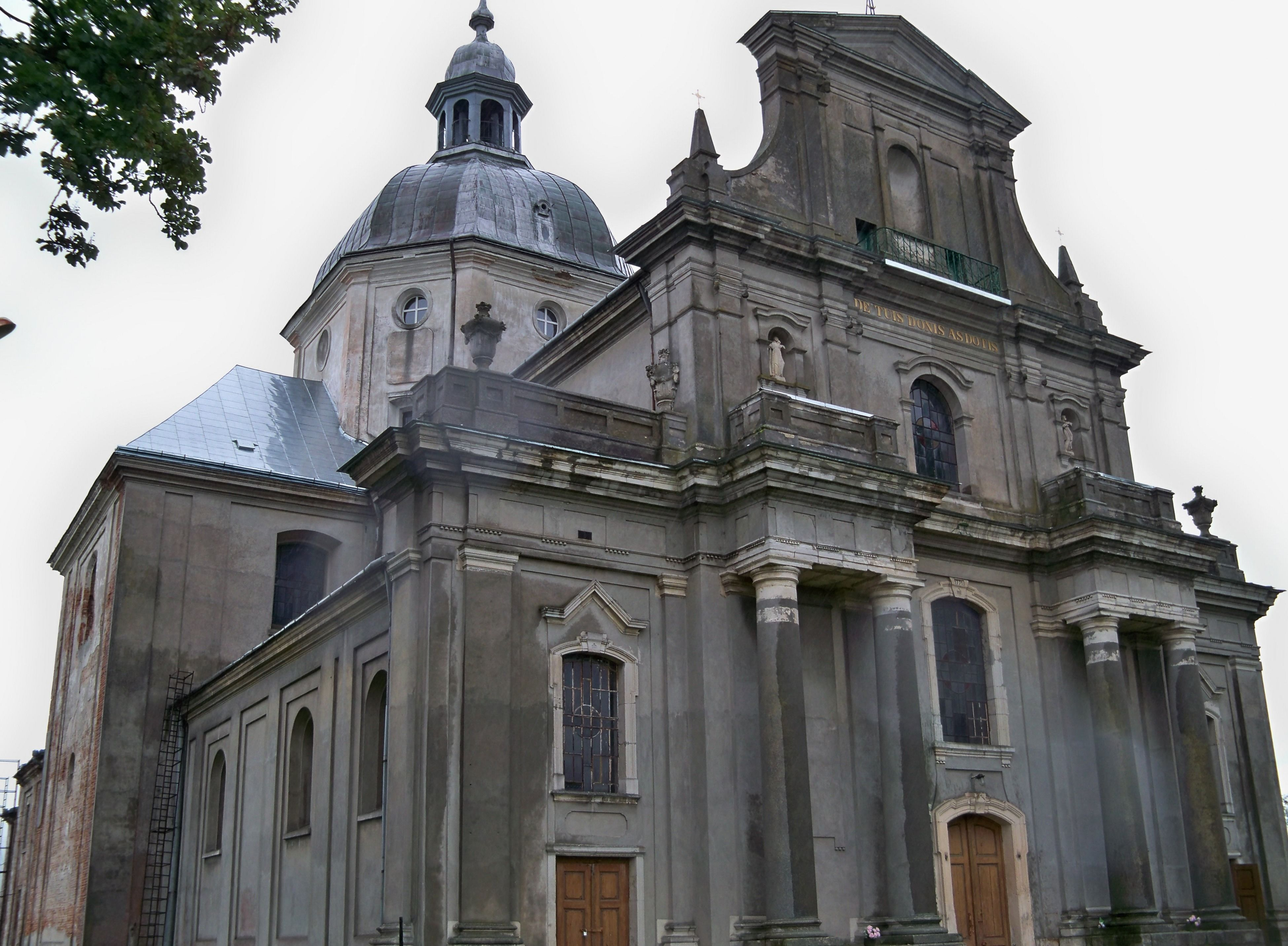
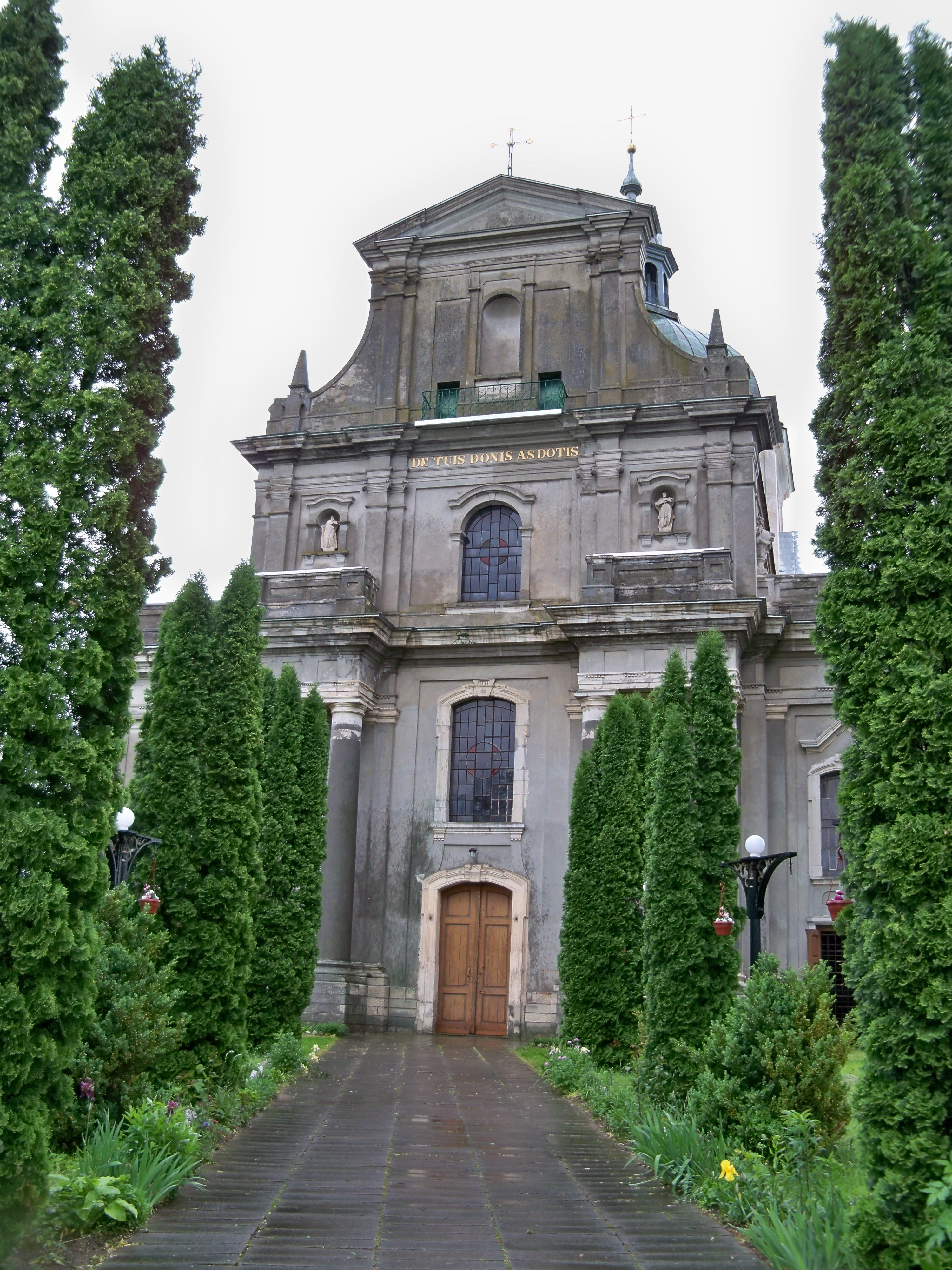
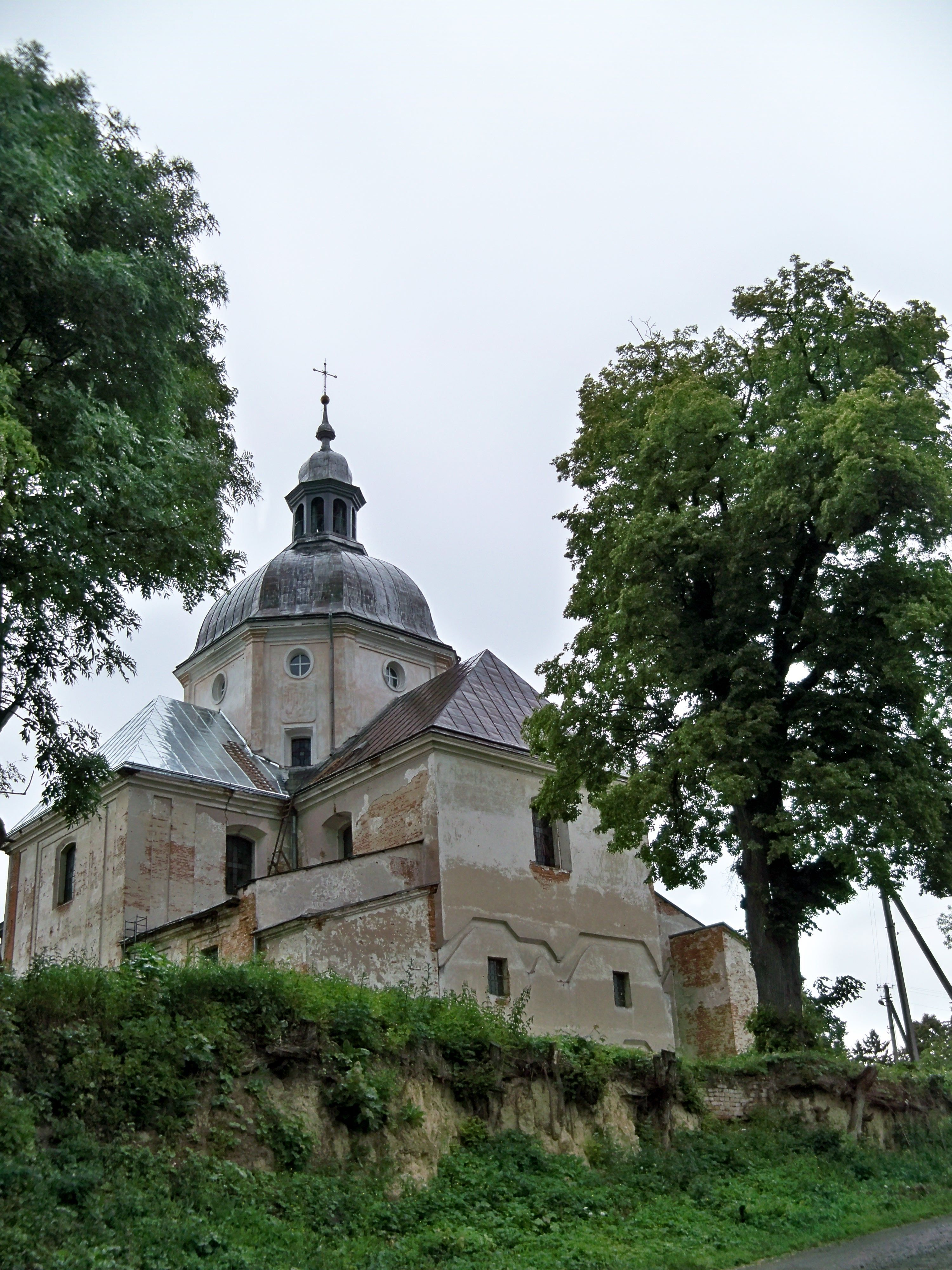
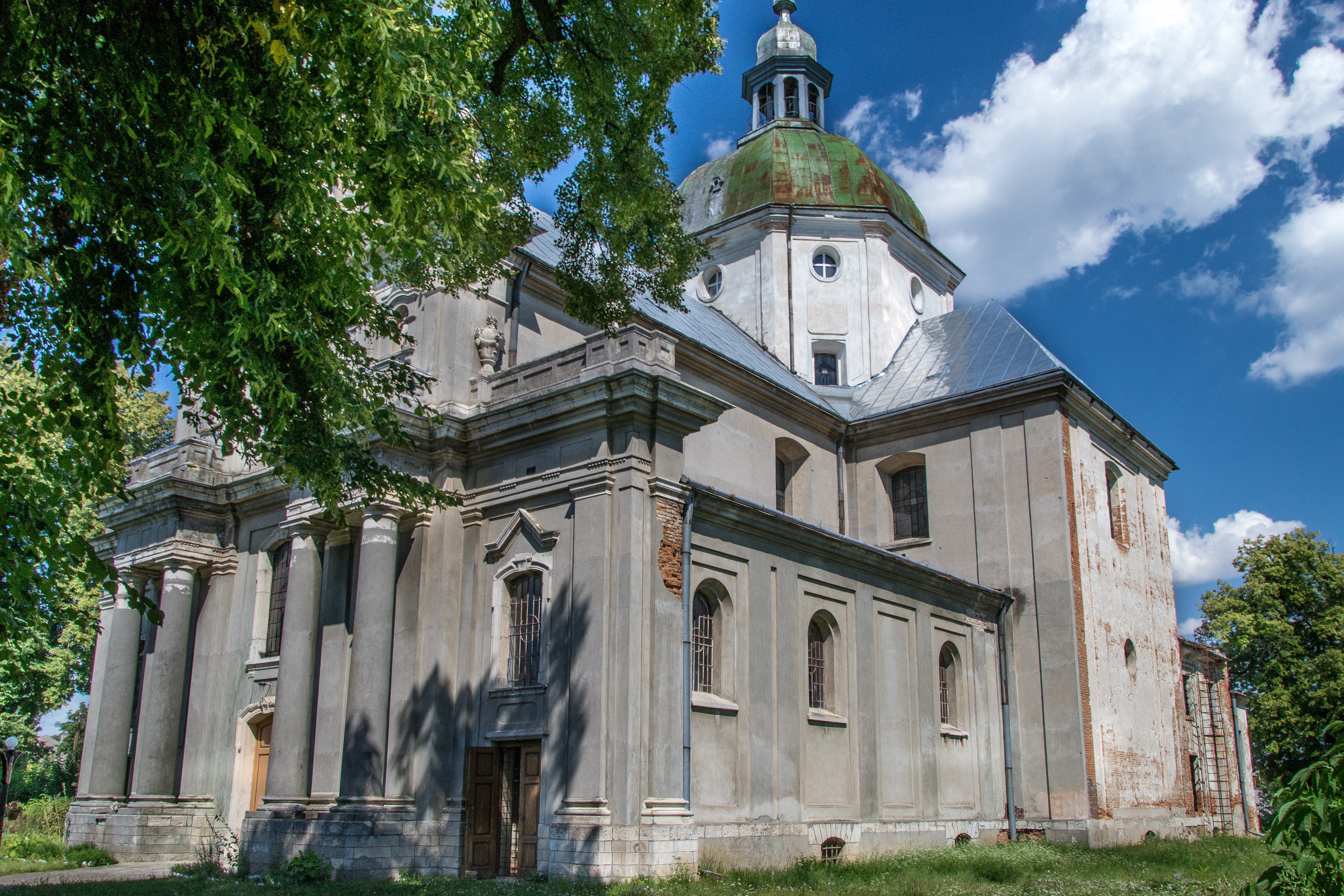
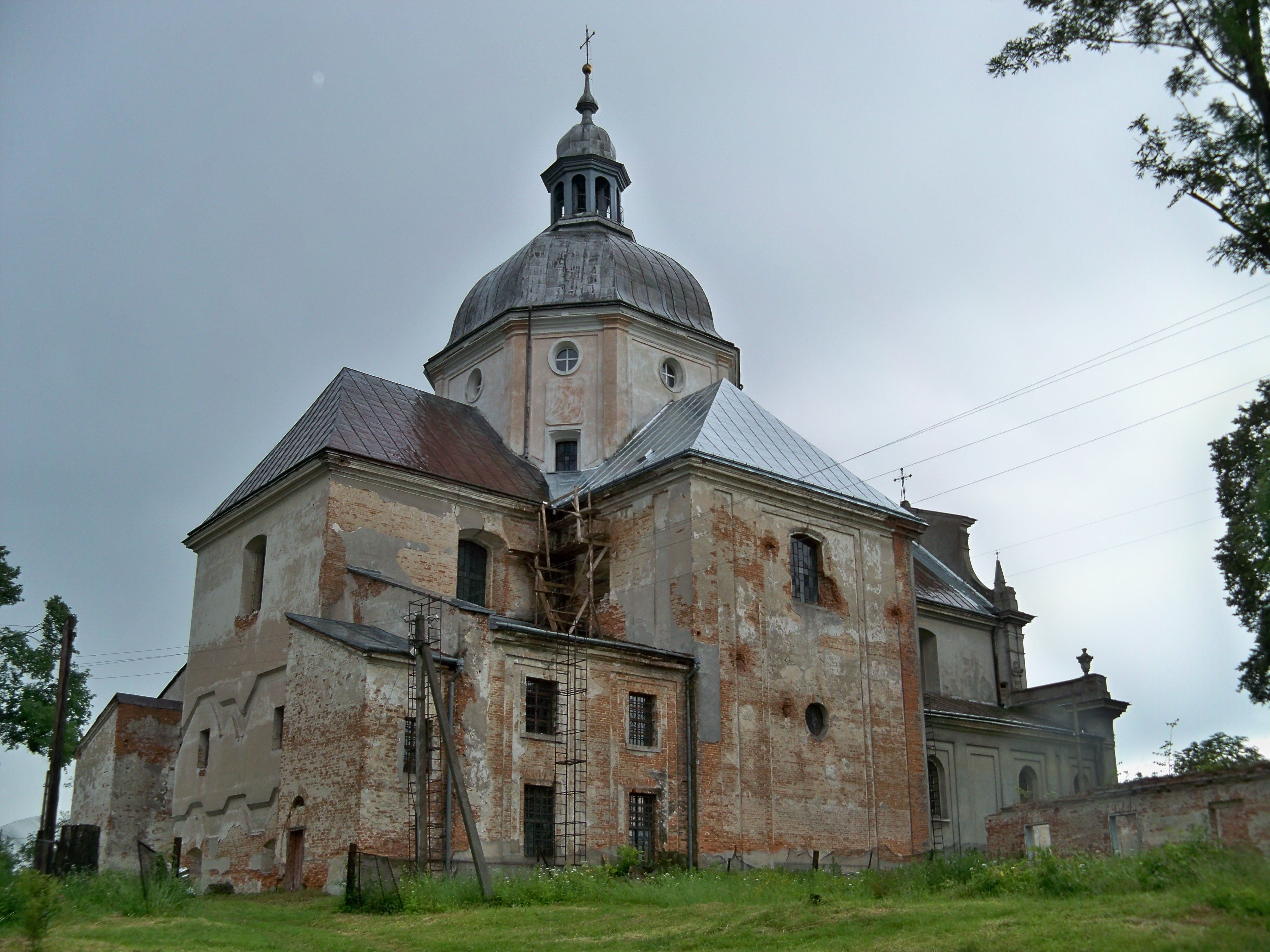

### Цегляна аустерія (корчма)

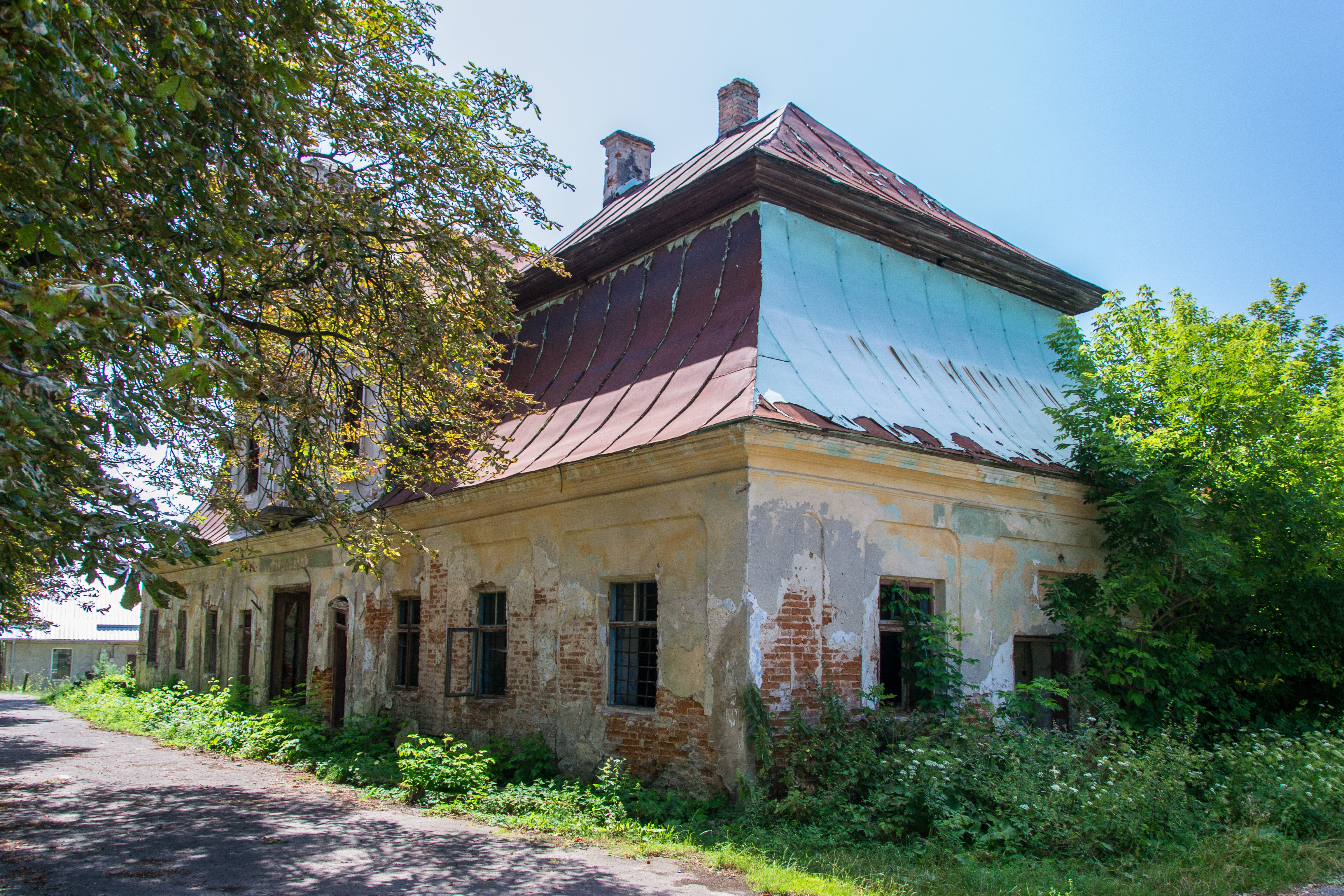
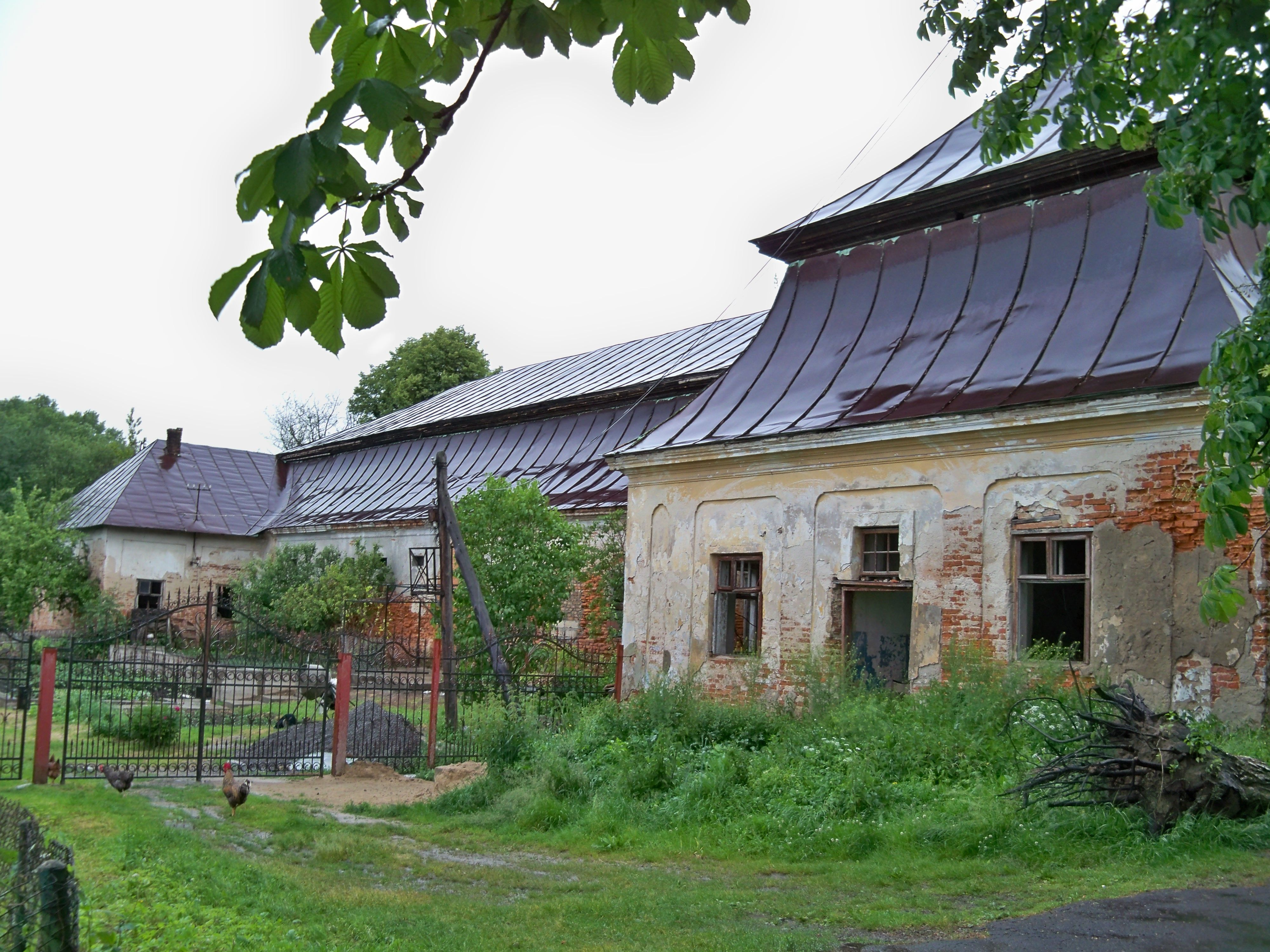
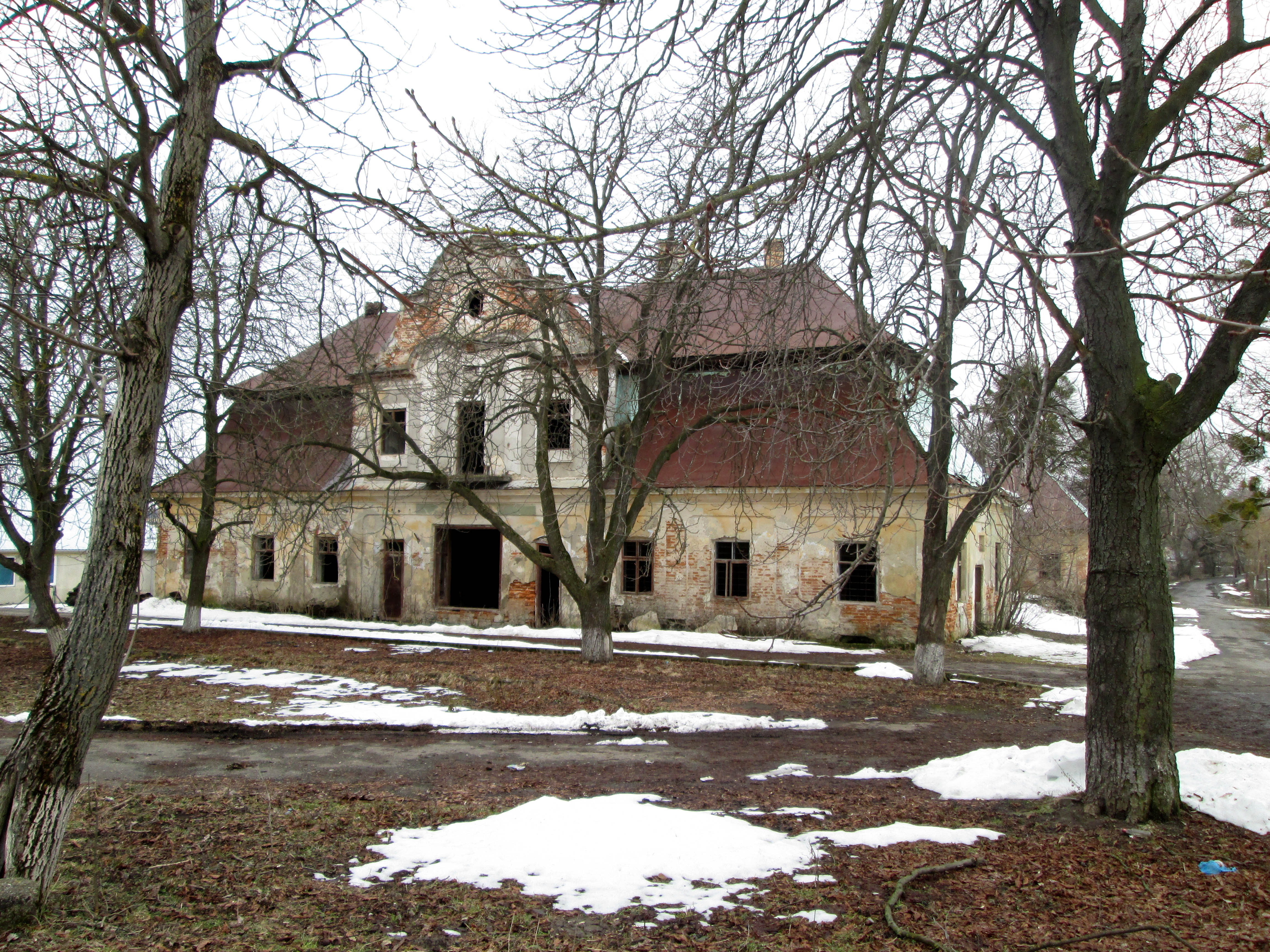
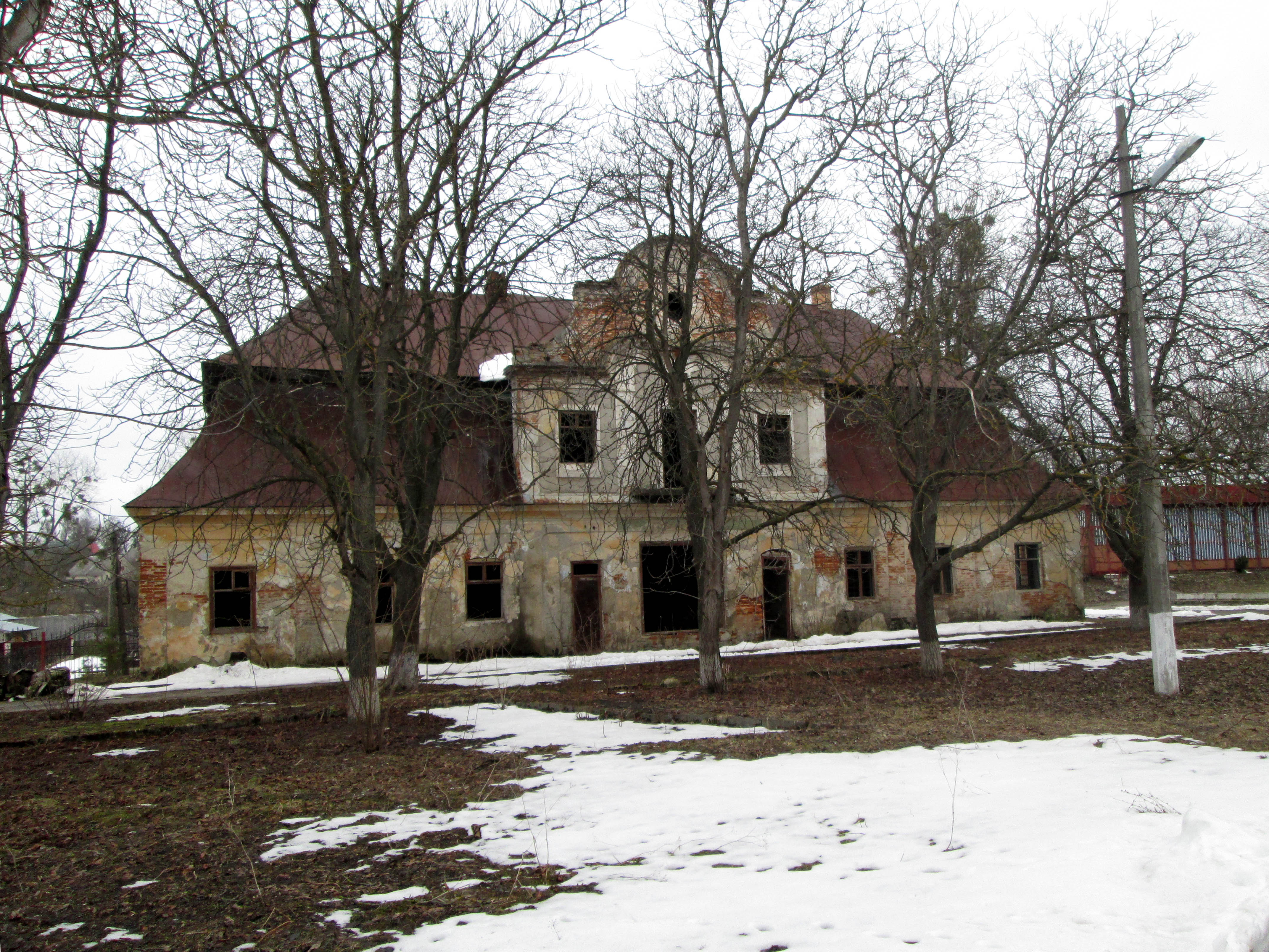
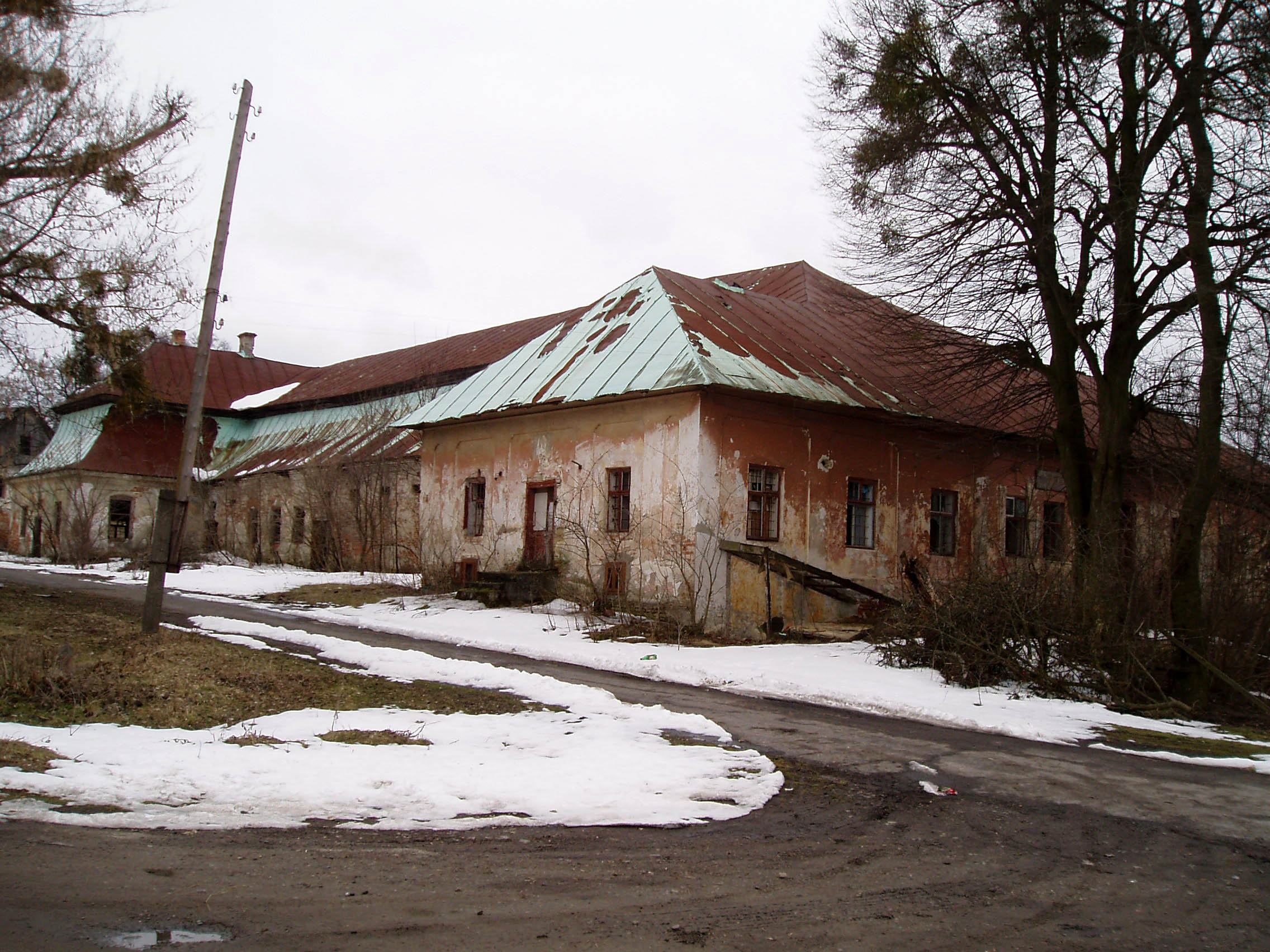
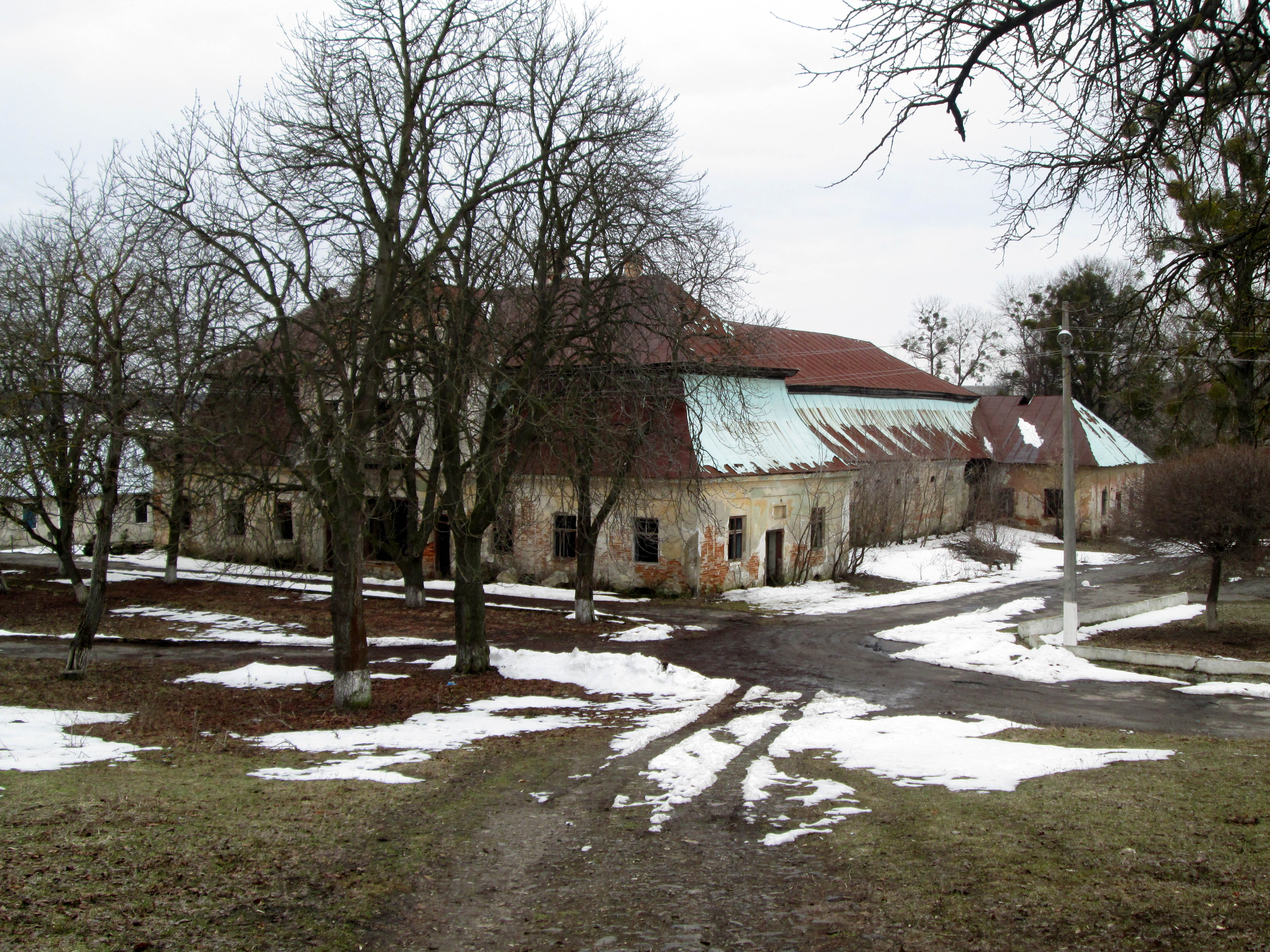

Будівля розташована навпроти костелу, виконувала функції корчми і заїжджого двору одночасно. В ній зупинялися торговці, які приїздили на ярмарки, а також прочани, яких тут в Новому Милятині завжди було в достатку.
Будівля цегляна, одноповерхова, Н-подібна в плані, під мансардним дахом. Головний фасад, при якому розміщувалася утворена галерея на кам'яних стовпах (не збереглася), акцентує бароковий фронтон над мансардним приміщенням. Площини фасадів розчленовані на «дзеркала» широкими лопатками. Приміщення мають стельові перекриття. Попри внутрішні переробки, принципова планувальна структура будівлі збереглася. Будівля реставрувалася у 1934—1935 та 1961 роках. Новомилятинська корчма — один з небагатьох прикладів колись поширених заїжджих дворів, що збереглися.

### Каплиця на честь перемоги під Хотином
Каплицю на честь перемоги під Хотином встановлено у XVII столітті за наказом короля Речі Посполитої Яна III Собєського. Присвячена вона перемозі об'єднаних сил українських козаків на чолі з гетьманом Петром Сагайдачним та війська Речі Посполитої над османською армією у Хотинській битві 1621 року.
Каплицю-монумент зведено з цегли у вигляді триярусної башти. Споруда квадратна в плані. Усі яруси з кожного боку прикрашено арковими нішами.

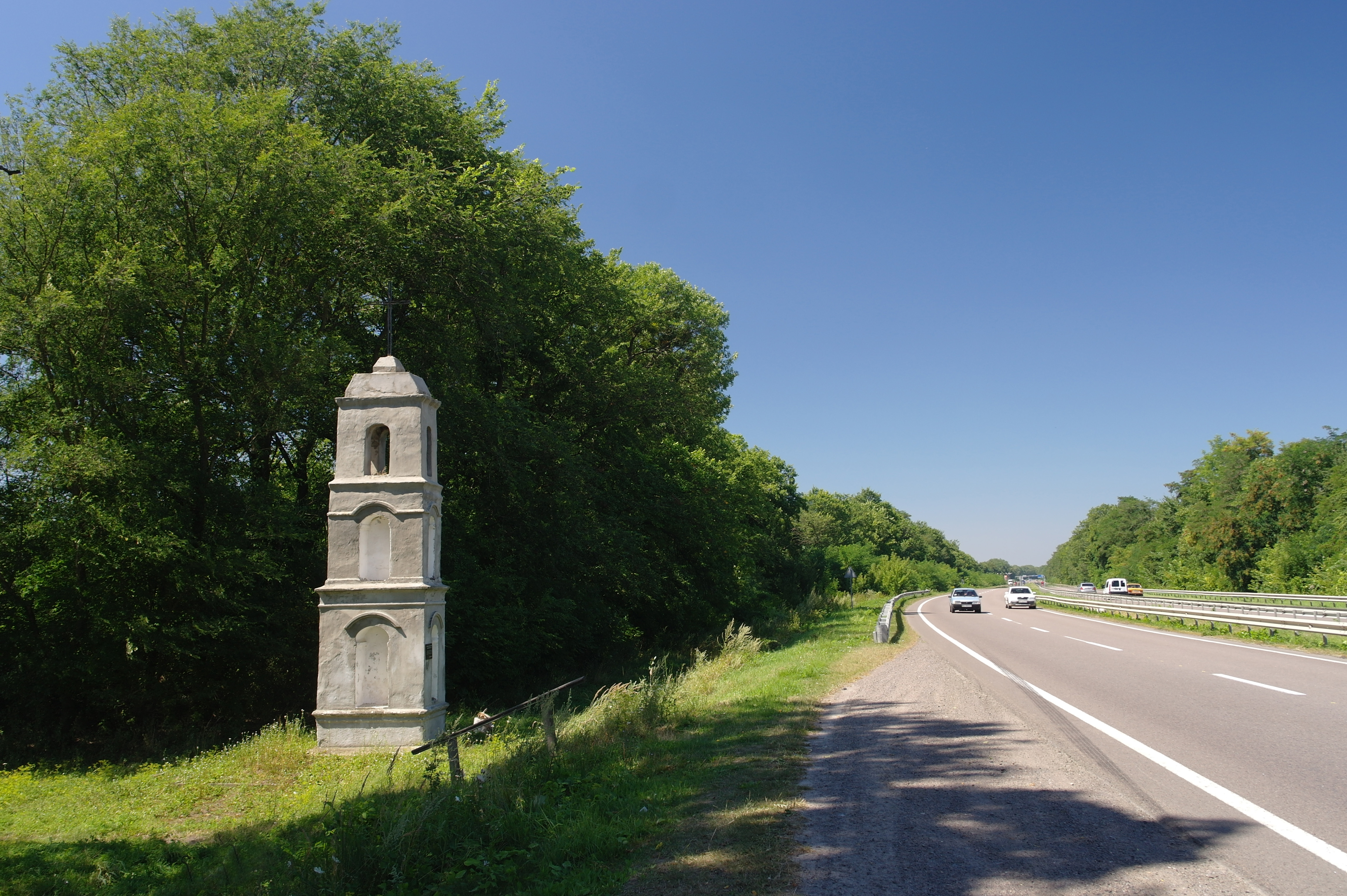
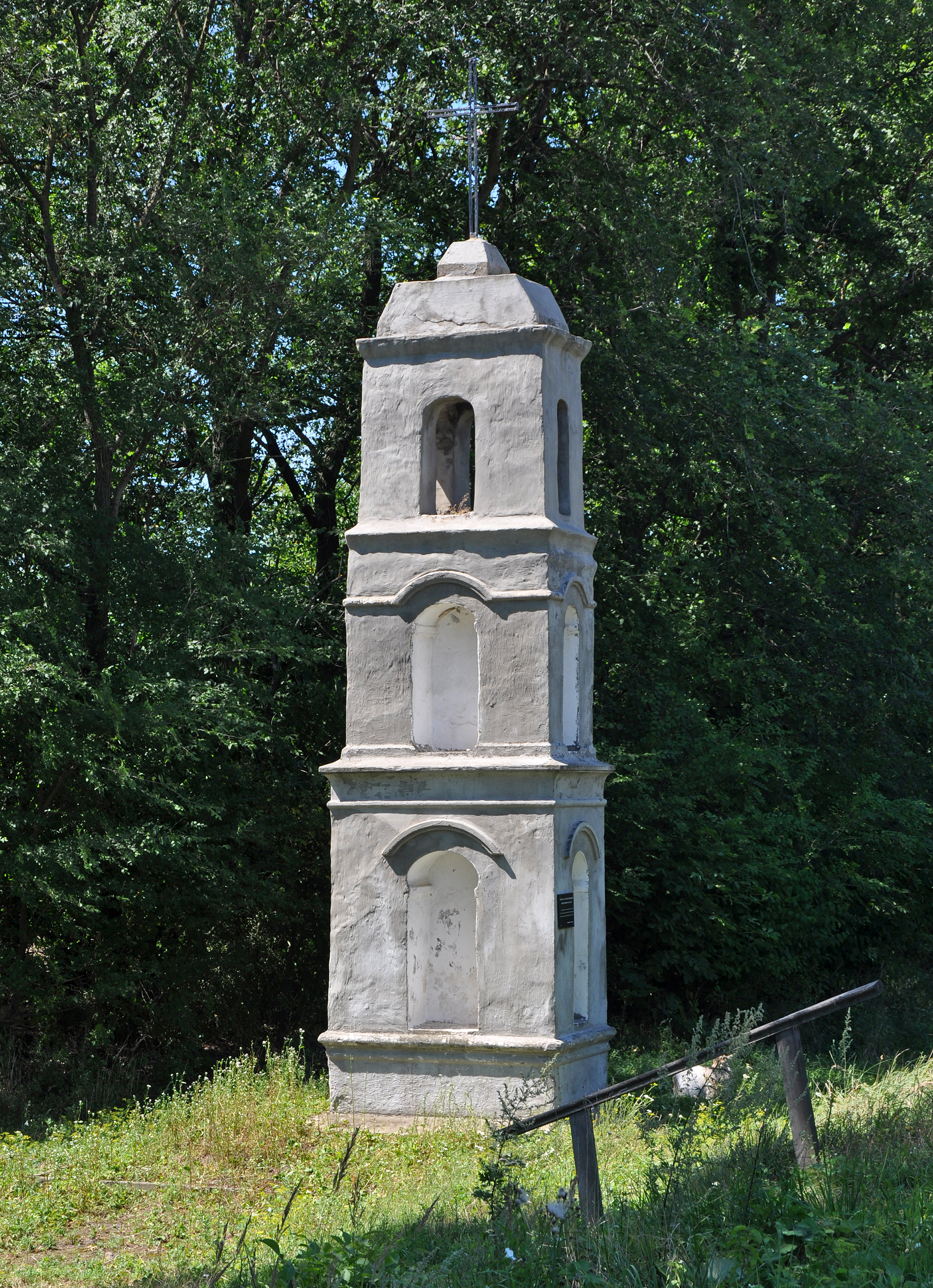
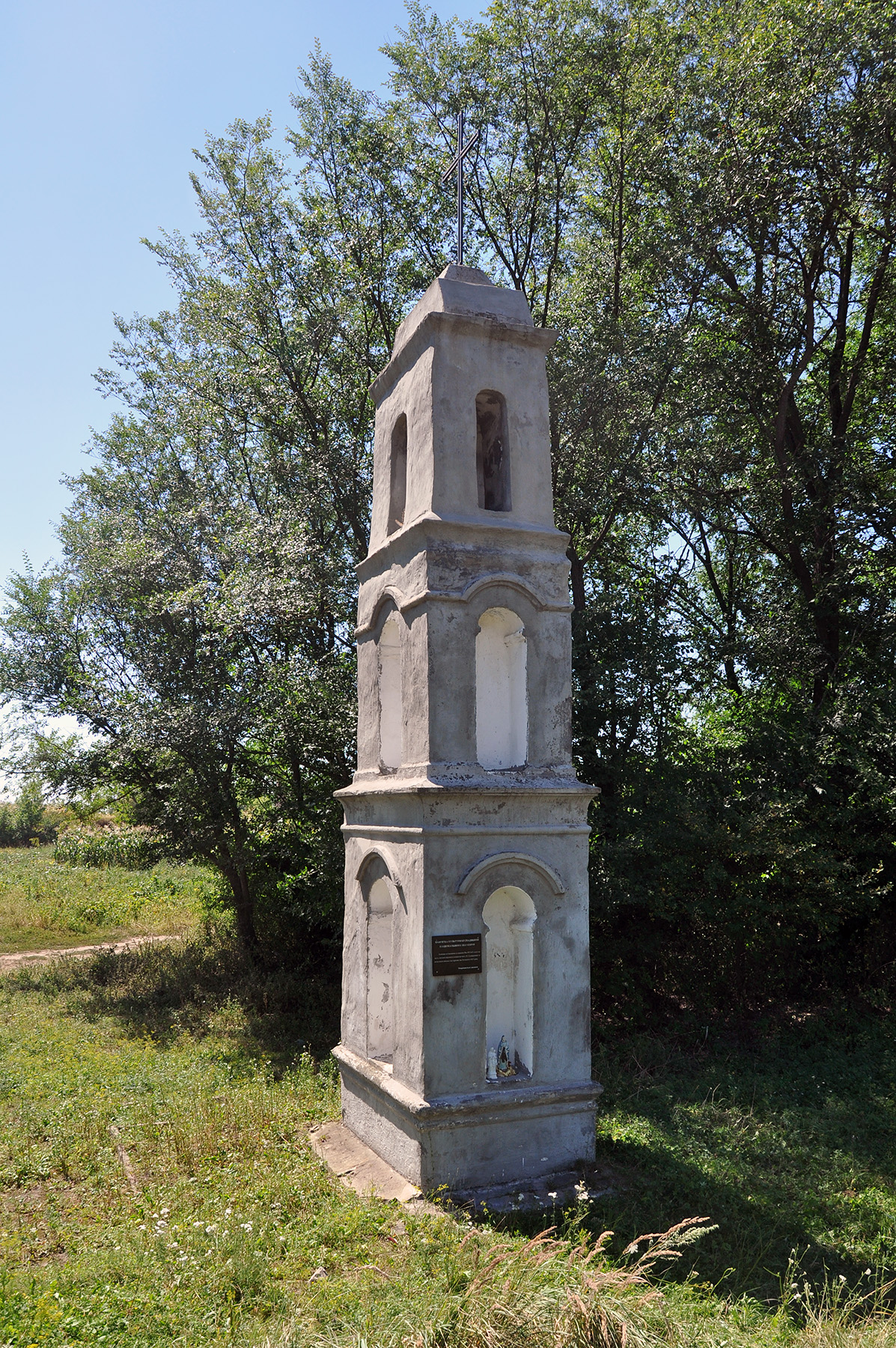
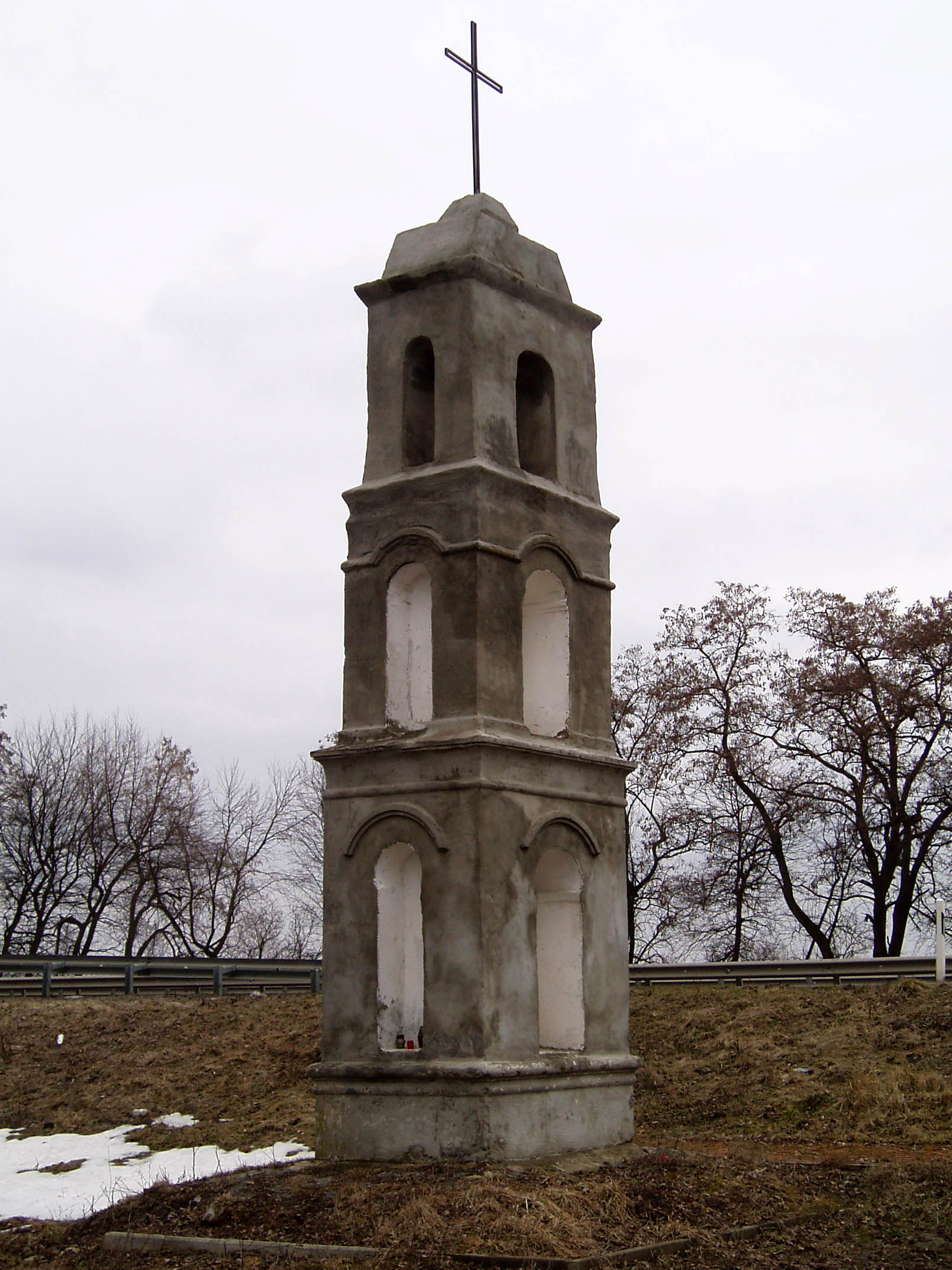
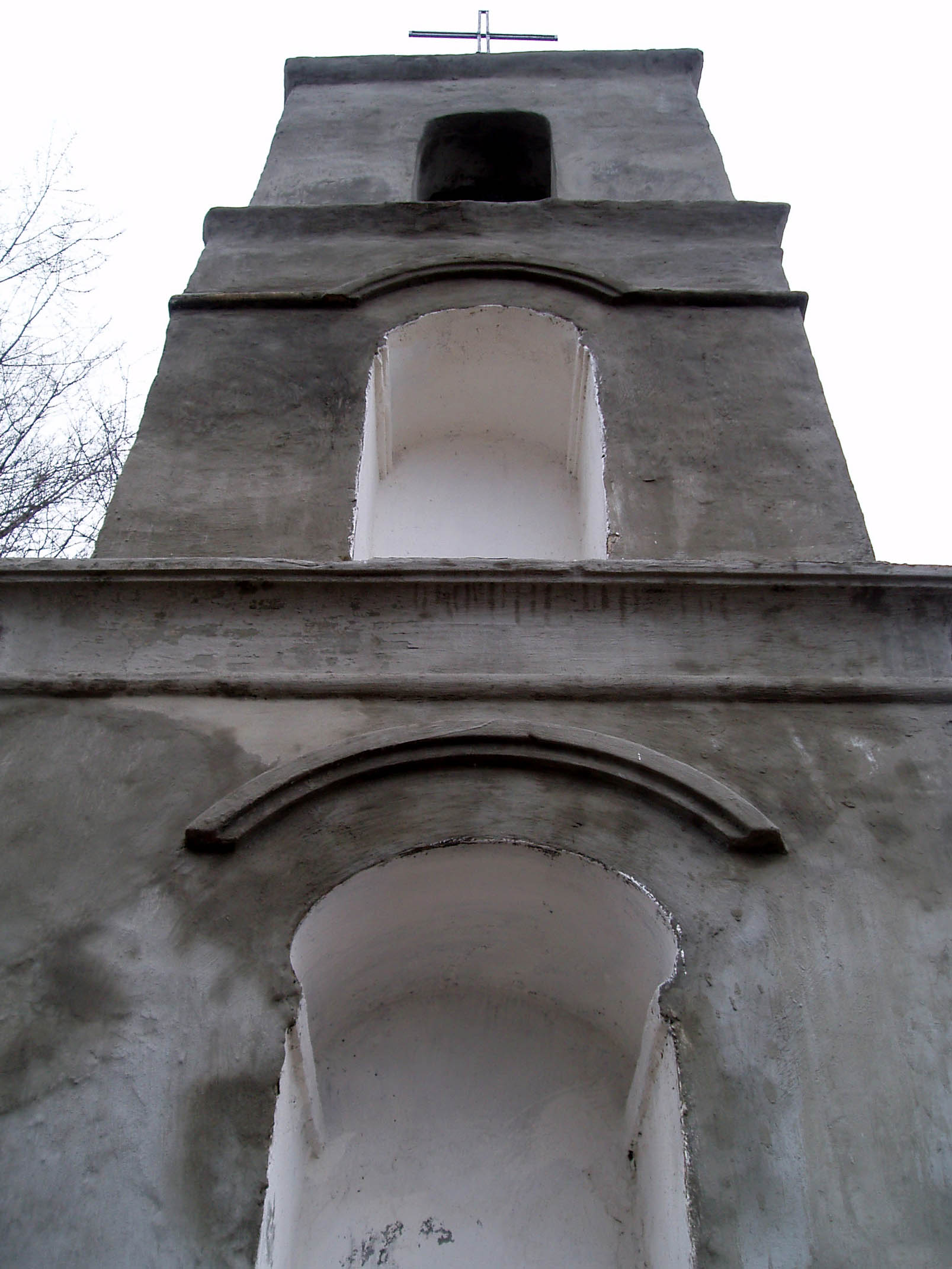
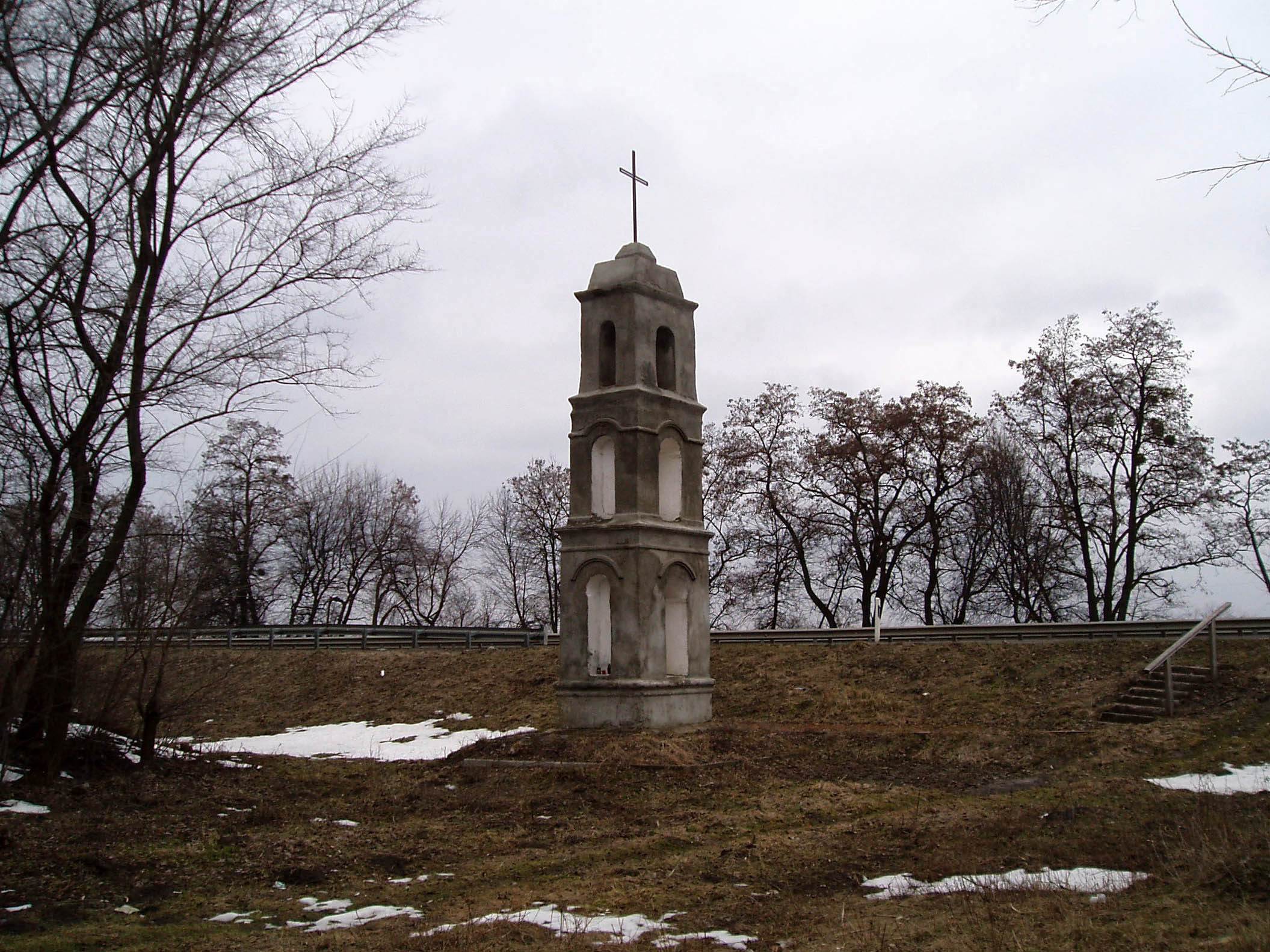

### Сірко-водневе озеро з гейзером
Поруч з селом є сірко-водневе озеро з джерелом, вода у якому не має аналогів в Україні та має величезний лікувальний потенціал. Озеро відзначається мальовничістю: воно правильної овальної форми, розміром приблизно 70×40 м, до найближчої забудови звідси близько пів кілометра. Навколо — розлогі поля, але безпосередньо навколо озера ростуть кілька дерев, серед них є одне доволі таки поважного віку. По периметру водойму оточують невеликі зарості рогозу.
У 1952 році, вчені-геологи на території поблизу Нового Милятина намагалися знайти нафту. І хоча їхні спроби відшукати родовища «чорного золота» залишилися безрезультатними, проте натомість вдалося знайти мінеральні води. Вони тут утворили ціле озеро, біля якого відчувається запах сірководню. Вода у озері настільки чиста, що навіть видніється дно. Крім того, вона має блакитний відтінок, що надає водоймі особливої чарівності. 
У прибережній частині невеликого за розмірами озера є гейзер: невеликий фонтан, який б'є із металевої труби, з-під землі. Він діє, як цілком природний потік, струмінь води тут досить потужний, висота якого сягає близько 2 метрів. Серед місцевих мешканців гейзер називають «вишкою», через те, що власне над ним у минулому була встановлена бурова вишка, бетонні фрагменти (опори) якої можна побачити і у наш час. Згадані бетонні блоки, на жаль, дещо псують ідилічний краєвид.
Постійна температура води упродовж усього року становить +19°C, тому люди тут весь час купаються, навіть взимку. Відпочивальники вважають цю місцевість та озеро є цінною рекреаційною зоною, де існує можливість позбутися багатьох захворювань, полегшити страждання та болі різного походження і здійснити ефективне профілактичне лікування.
Серед інших пам'яток в селі є:
- Могила борцям за волю України;
- Поховання радянських воїнів (5 спільних поховань) 1941–1945 років (є пам'яткою історії під номером 301, Рішення № 183, 05.05.1972), серед похованих солдатів Червоної армії є могили агентів спецгруп НКВС, зокрема, Пустовалова, Пупоніна, Другова, Сугінкова, Наносова, Антонюка, Клокова[17];
- Пам'ятник жертвам комуністичного терору (2010 рік).

## Інфраструктура

### Освіта
В селі діють дошкільний навчальний заклад «Оленка», Новомилятинський заклад загальної середньої освіти I—III ступенів, Буський дитячий будинок «Добре серце».

### Спорт
На футбольній арені село представляє ФК «Милятин».

### Культура
Діють Народний дім та бібліотека-філія села Новий Милятин КЗ «Буська міська бібліотека імені Івана Котляревського».

## Відомі люди
- Коваль Ярослав Іванович — письменник, лікар, пасічник та еколог за покликанням. Видав 3 книги «Продуктовий геноцид», «Дарунок з небес» та всіма відома «Дерева стогнуть». Ініціатор та будівничий пам'ятника «Борцям за волю України»;
- Подолюк Дмитро Васильович (псевдо «Соловей»; 1924 — ?) — учасник підпілля УПА з 1946 року. Засуджений на 25 років ВТТ Карагадинської обл., Казахської РСР. Звільнений у 1956 році[12].